# Conus japonicus
Conus japonicus é uma espécie de gastrópode do gênero Conus, pertencente à família Conidae.